# 지타 요한
지타 요한(영어: Zita Johann, 1904년 3월 16일 ~ 1993년 3월 2일)는 20세기 헝가리 출신의 미국의 배우이다. 오스트리아-헝가리 제국에서 태어나 7세 때 미국으로 이주하여 살았고, 1924년에 브로드웨이에 데뷔하였다. 고전영화 《미이라》(1932)의 여주인공 헬렌 역으로 출연하였다.

## 출연작
- 미이라(1932) - 헬렌 그로스버너
- 노라 머랜의 원죄(1933) - 노라 머랜